# Teorema di Kronecker-Weber
In teoria algebrica dei numeri, il teorema di Kronecker–Weber afferma che ogni estensione abeliana finita del campo dei numeri razionali {\displaystyle \mathbb {Q} }, cioè ogni campo di numeri il cui gruppo di Galois su {\displaystyle \mathbb {Q} } è abeliano, è un sottocampo di un campo ciclotomico, cioè di un campo ottenuto aggiungendo delle radici dell'unità ai numeri razionali. Il  teorema fu enunciato per la prima volta da Leopold Kronecker nel 1853, sebbene la sua dimostrazione fosse incompleta nel caso di estensioni di grado una potenza di 2. Heinrich Martin Weber ha pubblicato un'altra dimostrazione nel 1886, con alcune lacune ed errori corretti da Olaf Neumann nel 1981. La prima dimostrazione completa è dovuta a  David Hilbert e risale al 1896.
Il teorema di Kronecker–Weber può anche essere riformulato senza fare riferimento a campi di numeri. Se un intero algebrico ha gruppo di Galois abeliano, allora può essere scritto come somma finita di radici dell'unità con coefficienti razionali. Ad esempio 
{\displaystyle {\sqrt {5}}=e^{2\pi i/5}-e^{4\pi i/5}-e^{6\pi i/5}+e^{8\pi i/5}.}
Tra i campi ciclotomici contenenti un'estensione abeliana {\displaystyle K} di {\displaystyle \mathbb {Q} } ne esiste una minimale. Il minimo intero {\displaystyle n} tale che {\displaystyle K} è contenuto nell'estensione dei razionali con le radici {\displaystyle n}-esime dell'unità è detto il conduttore di {\displaystyle K}. Ad esempio il conduttore di un campo quadratico è il valore assoluto del discriminante. Questo risultato può essere generalizzato grazie alla teoria dei campi di classi.